# 分野
| ウィキペディアには「分野」という見出しの百科事典記事はありません（タイトルに「分野」を含むページの一覧/「分野」で始まるページの一覧）。 代わりにウィクショナリーのページ「分野」が役に立つかもしれません。 |

分野とは、物事の方面・範囲。領域。「科学の―で解決できる問題」。人の活動範囲。